# Waverly (Iowa)
Waverly és una població dels Estats Units a l'estat d'Iowa. Segons el cens del 2000 tenia 8.968 habitants.

## Demografia
Segons el cens del 2000, Waverly tenia 8.968 habitants, 3.238 habitatges, i 2.143 famílies. La densitat de població era de 310,3 habitants/km².
Dels 3.238 habitatges en un 30,6% hi vivien nens de menys de 18 anys, en un 57,1% hi vivien parelles casades, en un 6,8% dones solteres, i en un 33,8% no eren unitats familiars. En el 28,4% dels habitatges hi vivien persones soles el 13,7% de les quals corresponia a persones de 65 anys o més que vivien soles. El nombre mitjà de persones vivint en cada habitatge era de 2,36 i el nombre mitjà de persones que vivien en cada família era de 2,9.
Per edats la població es repartia de la següent manera: un 21,5% tenia menys de 18 anys, un 20,4% entre 18 i 24, un 21,5% entre 25 i 44, un 0% de 45 a 60 i un 16,3% 65 anys o més.
L'edat mediana era de 34 anys. Per cada 100 dones de 18 o més anys hi havia 82,4 homes.
La renda mediana per habitatge era de 39.587 $ i la renda mediana per família de 52.656 $. Els homes tenien una renda mediana de 36.369 $ mentre que les dones 22.031 $. La renda per capita de la població era de 18.285 $. Entorn del 2,1% de les famílies i el 6,3% de la població estaven per davall del llindar de pobresa.

## Poblacions més properes
El següent diagrama mostra les poblacions més properes.